# Grand Prix Malezji 2017

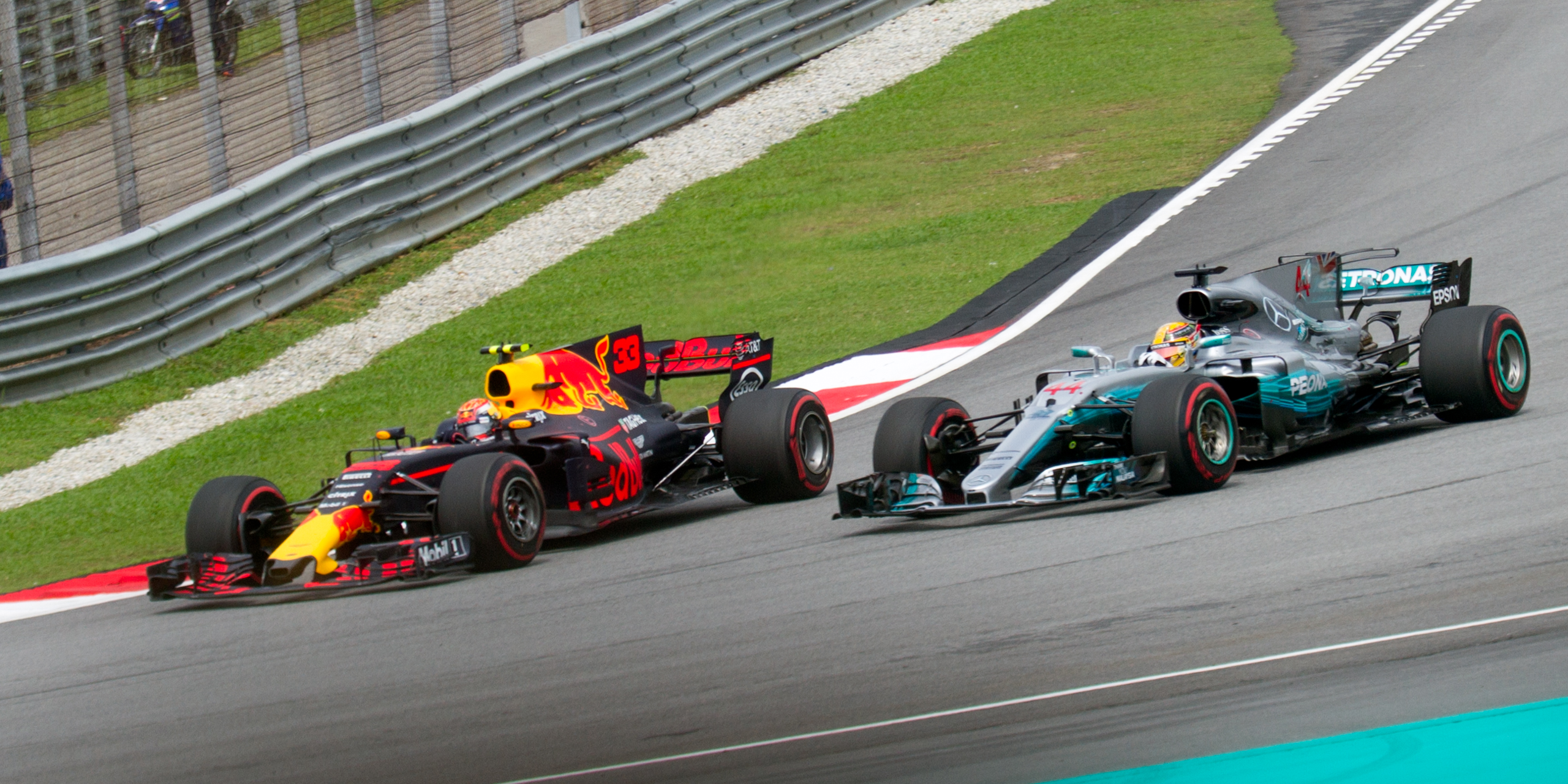
Max Verstappen podczas manewru wyprzedzania Lewisa Hamiltona w wyścigu

Grand Prix Malezji 2017 (oficjalnie 2017 Formula 1 Petronas Malaysia Grand Prix) – piętnasta eliminacja Mistrzostw Świata Formuły 1 w sezonie 2017. Grand Prix odbyło się w dniach 29 września–1 października na torze Sepang International Circuit w mieście Sepang.

## Lista startowa
Źródło: Wyprzedź Mnie!
| Nr | Kierowca           | Zespół                           | Samochód                      | Silnik                | Opony |
| -- | ------------------ | -------------------------------- | ----------------------------- | --------------------- | ----- |
| 2  | Stoffel Vandoorne  | McLaren Honda Formula 1 Team     | McLaren MCL32                 | Honda RA617H 1.6T V6  | P     |
| 3  | Daniel Ricciardo   | Red Bull Racing                  | Red Bull RB13                 | TAG Heuer 1.6T V6     | P     |
| 5  | Sebastian Vettel   | Scuderia Ferrari                 | Ferrari SF70H                 | Ferrari 059/5 1.6T V6 | P     |
| 7  | Kimi Räikkönen     | Scuderia Ferrari                 | Ferrari SF70H                 | Ferrari 062 1.6T V6   | P     |
| 8  | Romain Grosjean    | Haas F1 Team                     | Haas VF-17                    | Ferrari 062 1.6T V6   | P     |
| 9  | Marcus Ericsson    | Sauber F1 Team                   | Sauber C36                    | Ferrari 059/5 1.6T V6 | P     |
| 10 | Pierre Gasly       | Scuderia Toro Rosso              | Toro Rosso STR12              | Renault 1.6T V6       | P     |
| 11 | Sergio Pérez       | Sahara Force India F1 Team       | Force India VJM10             | Mercedes 1.6T V6      | P     |
| 14 | Fernando Alonso    | McLaren Honda Formula 1 Team     | McLaren MCL32                 | Honda RA617H 1.6T V6  | P     |
| 18 | Lance Stroll       | Williams Martini Racing          | Williams FW40                 | Mercedes 1.6T V6      | P     |
| 19 | Felipe Massa       | Williams Martini Racing          | Williams FW40                 | Mercedes 1.6T V6      | P     |
| 20 | Kevin Magnussen    | Haas F1 Team                     | Haas VF-17                    | Ferrari 059/5 1.6T V6 | P     |
| 27 | Nico Hülkenberg    | Renault Sport Formula One Team   | Renault R.S.17                | Renault 1.6T V6       | P     |
| 30 | Jolyon Palmer      | Renault Sport Formula One Team   | Renault R.S.17                | Renault 1.6T V6       | P     |
| 31 | Esteban Ocon       | Sahara Force India F1 Team       | Force India VJM10             | Mercedes 1.6T V6      | P     |
| 33 | Max Verstappen     | Red Bull Racing                  | Red Bull RB13                 | TAG Heuer 1.6T V6     | P     |
| 37 | Charles Leclerc    | Sauber F1 Team                   | Sauber C36                    | Ferrari 059/5 1.6T V6 | P     |
| 38 | Sean Gelael        | Scuderia Toro Rosso              | Toro Rosso STR12              | Renault 1.6T V6       | P     |
| 44 | Lewis Hamilton     | Mercedes AMG Petronas Motorsport | Mercedes AMG F1 W08 EQ Power+ | Mercedes 1.6T V6      | P     |
| 46 | Siergiej Sirotkin  | Renault Sport Formula One Team   | Renault R.S.17                | Renault 1.6T V6       | P     |
| 50 | Antonio Giovinazzi | Haas F1 Team                     | Haas VF-17                    | Ferrari 059/5 1.6T V6 | P     |
| 55 | Carlos Sainz Jr.   | Scuderia Toro Rosso              | Toro Rosso STR12              | Renault 1.6T V6       | P     |
| 77 | Valtteri Bottas    | Mercedes AMG Petronas Motorsport | Mercedes AMG F1 W08 EQ Power+ | Mercedes 1.6T V6      | P     |
| 94 | Pascal Wehrlein    | Sauber F1 Team                   | Sauber C36                    | Ferrari 059/5 1.6T V6 | P     |
| Nr | Kierowca           | Zespół                           | Samochód                      | Silnik                | Opony |

## Wyniki

### Sesje treningowe
Źródło: Wyprzedź Mnie
| Sesja | Nr | Kierowca         | Konstruktor | Czas     | Okr. |
| ----- | -- | ---------------- | ----------- | -------- | ---- |
| 1     | 33 | Max Verstappen   | Red Bull    | 1:48,962 | 11   |
| 2     | 5  | Sebastian Vettel | Ferrari     | 1:31,261 | 23   |
| 3     | 7  | Kimi Räikkönen   | Ferrari     | 1:31,880 | 19   |

### Kwalifikacje
Źródło: Wyprzedź Mnie
| Poz. | Nr | Kierowca          | Konstruktor | Q1         | Q2       | Q3       | Poz. s. |
| --- | --- | ----------------- | ----------- | ---------- | -------- | -------- | ------- |
| 1 | 44 | Lewis Hamilton    | Mercedes    | 1:31,605   | 1:30,977 | 1:30,076 | 1       |
| 2 | 7 | Kimi Räikkönen    | Ferrari     | 1:32,259   | 1:30,926 | 1:30,121 | 2       |
| 3 | 33 | Max Verstappen    | Red Bull    | 1:31,920   | 1:30,931 | 1:30,541 | 3       |
| 4 | 3 | Daniel Ricciardo  | Red Bull    | 1:32,416   | 1:31,061 | 1:30,595 | 4       |
| 5 | 77 | Valtteri Bottas   | Mercedes    | 1:32,254   | 1:30,803 | 1:30,758 | 5       |
| 6 | 31 | Esteban Ocon      | Force India | 1:32,527   | 1:31,651 | 1:31,478 | 6       |
| 7 | 2 | Stoffel Vandoorne | McLaren     | 1:32,838   | 1:31,848 | 1:31,582 | 7       |
| 8 | 27 | Nico Hülkenberg   | Renault     | 1:32,586   | 1:31,778 | 1:31,607 | 8       |
| 9 | 11 | Sergio Pérez      | Force India | 1:32,768   | 1:31,484 | 1:31,658 | 9       |
| 10 | 14 | Fernando Alonso   | McLaren     | 1:33,049   | 1:32,010 | 1:31,704 | 10      |
| 11 | 19 | Felipe Massa      | Williams    | 1:32,267   | 1:32,034 |          | 11      |
| 12 | 30 | Jolyon Palmer     | Renault     | 1:32,576   | 1:32,100 |          | 12      |
| 13 | 18 | Lance Stroll      | Williams    | 1:33,000   | 1:32,307 |          | 13      |
| 14 | 55 | Carlos Sainz Jr.  | Toro Rosso  | 1:32,650   | 1:32,402 |          | 14      |
| 15 | 10 | Pierre Gasly      | Toro Rosso  | 1:32,547   | 1:32,558 |          | 15      |
| 16 | 8 | Romain Grosjean   | Haas        | 1:33,308   |          |          | 16      |
| 17 | 20 | Kevin Magnussen   | Haas        | 1:33,434   |          |          | 17      |
| 18 | 94 | Pascal Wehrlein   | Sauber      | 1:33,483   |          |          | 18      |
| 19 | 9 | Marcus Ericsson   | Sauber      | 1:33,970   |          |          | 19      |
| 20 | 5 | Sebastian Vettel  | Ferrari     | brak czasu |          |          | 20      |
| Poz. | Nr | Kierowca          | Konstruktor | Q1         | Q2       | Q3       | Poz. s. |
| \| Legenda \| Legenda \| \| ------------------------ \| ---------------------------------------------------------------------------------------------------------------------------------------------------------------------------------------------------------------------------------------------------------------- \| \| Poz. Nr Q1 Q2 Q3 Poz. s. \| Pozycja zajęta w sesji kwalifikacyjnej Numer startowy kierowcy Wynik uzyskany w pierwszej części kwalifikacji Wynik uzyskany w drugiej części kwalifikacji Wynik uzyskany w trzeciej części kwalifikacji Pozycja startowa po uwzględnięniu kar, przesunięć, itp. \| | |                   |             |            |          |          |         |
| Legenda | |                   |             |            |          |          |         |
| Poz. Nr Q1 Q2 Q3 Poz. s. | Pozycja zajęta w sesji kwalifikacyjnej Numer startowy kierowcy Wynik uzyskany w pierwszej części kwalifikacji Wynik uzyskany w drugiej części kwalifikacji Wynik uzyskany w trzeciej części kwalifikacji Pozycja startowa po uwzględnięniu kar, przesunięć, itp. |                   |             |            |          |          |         |

### Wyścig
Źródło: Wyprzedź Mnie!
| P                                                     | + / –     | Nr | Kierowca          | Konstruktor | Okr. | Czas / Strata | Komentarz          |
| ----------------------------------------------------- | --------- | -- | ----------------- | ----------- | ---- | ------------- | ------------------ |
| 1                                                     | 2         | 33 | Max Verstappen    | Red Bull    | 56   | 1h30m01,290   |                    |
| 2                                                     | 1         | 44 | Lewis Hamilton    | Mercedes    | 56   | +0:12,770     |                    |
| 3                                                     | 1         | 3  | Daniel Ricciardo  | Red Bull    | 56   | +0:22,519     |                    |
| 4                                                     | 16        | 5  | Sebastian Vettel  | Ferrari     | 56   | +0:37,362     |                    |
| 5                                                     | Bez zmian | 77 | Valtteri Bottas   | Mercedes    | 56   | +0:56,021     |                    |
| 6                                                     | 3         | 11 | Sergio Pérez      | Force India | 56   | +1:18,630     |                    |
| 7                                                     | Bez zmian | 2  | Stoffel Vandoorne | McLaren     | 55   | +1 okr.       |                    |
| 8                                                     | 5         | 18 | Lance Stroll      | Williams    | 55   | +1 okr.       |                    |
| 9                                                     | 2         | 19 | Felipe Massa      | Williams    | 55   | +1 okr.       |                    |
| 10                                                    | 4         | 31 | Esteban Ocon      | Force India | 55   | +1 okr.       |                    |
| 11                                                    | 1         | 14 | Fernando Alonso   | McLaren     | 55   | +1 okr.       |                    |
| 12                                                    | 5         | 20 | Kevin Magnussen   | Haas        | 55   | +1 okr.       |                    |
| 13                                                    | 3         | 8  | Romain Grosjean   | Haas        | 55   | +1 okr.       |                    |
| 14                                                    | 1         | 10 | Pierre Gasly      | Toro Rosso  | 55   | +1 okr.       |                    |
| 15                                                    | 3         | 30 | Jolyon Palmer     | Renault     | 55   | +1 okr.       |                    |
| 16                                                    | 8         | 27 | Nico Hülkenberg   | Renault     | 55   | +1 okr.       |                    |
| 17                                                    | 1         | 94 | Pascal Wehrlein   | Sauber      | 55   | +1 okr.       |                    |
| 18                                                    | 1         | 9  | Marcus Ericsson   | Sauber      | 54   | +2 okr.       |                    |
| Niesklasyfikowani                                     |           |    |                   |             |      |               |                    |
|                                                       |           | 55 | Carlos Sainz Jr.  | Toro Rosso  | 29   | +27 okr.      | jednostka napędowa |
| Nie wystartowali / niedopuszczeni do ponownego startu |           |    |                   |             |      |               |                    |
|                                                       |           | 7  | Kimi Räikkönen    | Ferrari     | 0    |               | bateria            |
| P                                                     | + / –     | Nr | Kierowca          | Konstruktor | Okr. | Czas / Strata | Komentarz          |

### Najszybsze okrążenie
Źródło: Wyprzedź Mnie!
| Nr | Kierowca         | Konstruktor | Czas     | Okr. |
| -- | ---------------- | ----------- | -------- | ---- |
| 5  | Sebastian Vettel | Ferrari     | 1:34,080 | 41   |

### Prowadzenie w wyścigu
| Nr                              | Kierowca         | Konstruktor | Okrążenia   | Suma |
| ------------------------------- | ---------------- | ----------- | ----------- | ---- |
| 33                              | Max Verstappen   | Red Bull    | 4-27, 30-56 | 51   |
| 44                              | Lewis Hamilton   | Mercedes    | 1-3         | 3    |
| 3                               | Daniel Ricciardo | Red Bull    | 28-29       | 2    |
| \| Wykres \| \| ------ \| \| \| |                  |             |             |      |
| Źródło: racing-reference.info   |                  |             |             |      |
| Wykres                          |                  |             |             |      |
|                                 |                  |             |             |      |

## Klasyfikacja po zakończeniu wyścigu

### Kierowcy
| P                 | +/− | Kierowca           | Starty | Punkty | P1 | P2 | P3 | PP | NO | NS |
| ----------------- | --- | ------------------ | ------ | ------ | -- | -- | -- | -- | -- | -- |
| 1                 | 0   | Lewis Hamilton     | 15     | 281    | 7  | 3  | –  | 9  | 7  | –  |
| 2                 | 0   | Sebastian Vettel   | 15     | 247    | 4  | 5  | 1  | 3  | 3  | 1  |
| 3                 | 0   | Valtteri Bottas    | 15     | 222    | 2  | 4  | 4  | 2  | –  | 1  |
| 4                 | 0   | Daniel Ricciardo   | 15     | 177    | 1  | 1  | 6  | –  | 1  | 3  |
| 5                 | 0   | Kimi Räikkönen     | 14     | 138    | –  | 2  | 2  | 1  | 2  | 2  |
| 6                 | 0   | Max Verstappen     | 15     | 93     | 1  | –  | 1  | –  | –  | 7  |
| 7                 | 0   | Sergio Pérez       | 15     | 76     | –  | –  | –  | –  | 1  | 1  |
| 8                 | 0   | Esteban Ocon       | 15     | 57     | –  | –  | –  | –  | –  | –  |
| 9                 | 0   | Carlos Sainz Jr.   | 15     | 48     | –  | –  | –  | –  | –  | 5  |
| 10                | 0   | Nico Hülkenberg    | 15     | 34     | –  | –  | –  | –  | –  | 3  |
| 11                | 0   | Felipe Massa       | 14     | 33     | –  | –  | –  | –  | –  | 2  |
| 12                | 0   | Lance Stroll       | 15     | 32     | –  | –  | 1  | –  | –  | 3  |
| 13                | 0   | Romain Grosjean    | 15     | 26     | –  | –  | –  | –  | –  | 3  |
| 14                | +3  | Stoffel Vandoorne  | 14     | 13     | –  | –  | –  | –  | –  | 4  |
| 15                | −1  | Kevin Magnussen    | 15     | 11     | –  | –  | –  | –  | –  | 4  |
| 16                | −1  | Fernando Alonso    | 13     | 10     | –  | –  | –  | –  | 1  | 6  |
| 17                | −1  | Jolyon Palmer      | 14     | 8      | –  | –  | –  | –  | –  | 4  |
| 18                | 0   | Pascal Wehrlein    | 13     | 5      | –  | –  | –  | –  | –  | 2  |
| 19                | 0   | Daniił Kwiat       | 14     | 4      | –  | –  | –  | –  | –  | 4  |
| 20                | 0   | Marcus Ericsson    | 15     | 0      | –  | –  | –  | –  | –  | 4  |
| 21                | 0   | Antonio Giovinazzi | 2      | 0      | –  | –  | –  | –  | –  | 1  |
| 22                | N   | Pierre Gasly       | 1      | 0      | –  | –  | –  | –  | –  | –  |
| Niesklasyfikowani |     |                    |        |        |    |    |    |    |    |    |
|                   |     | Jenson Button      | 1      | –      | –  | –  | –  | –  | –  | 1  |
|                   |     | Paul di Resta      | 1      | –      | –  | –  | –  | –  | –  | 1  |
| P                 | +/− | Kierowca           | Starty | Punkty | P1 | P2 | P3 | PP | NO | NS |

### Konstruktorzy
| P  | +/− | Konstruktor               | Starty | Punkty | P1 | P2 | P3 | PP | NO | NS |
| -- | --- | ------------------------- | ------ | ------ | -- | -- | -- | -- | -- | -- |
| 1  | 0   | Mercedes                  | 30     | 503    | 9  | 7  | 4  | 11 | 7  | 1  |
| 2  | 0   | Ferrari                   | 29     | 385    | 4  | 7  | 3  | 4  | 5  | 3  |
| 3  | 0   | Red Bull Racing TAG Heuer | 30     | 270    | 2  | 1  | 7  | –  | 1  | 10 |
| 4  | 0   | Force India Mercedes      | 30     | 133    | –  | –  | –  | –  | 1  | 1  |
| 5  | 0   | Williams Mercedes         | 30     | 65     | –  | –  | 1  | –  | –  | 6  |
| 6  | 0   | Toro Rosso                | 30     | 52     | –  | –  | –  | –  | –  | 9  |
| 7  | 0   | Renault                   | 29     | 42     | –  | –  | –  | –  | –  | 7  |
| 8  | 0   | Haas Ferrari              | 30     | 37     | –  | –  | –  | –  | –  | 7  |
| 9  | 0   | McLaren Honda             | 28     | 23     | –  | –  | –  | –  | 1  | 11 |
| 10 | 0   | Sauber                    | 30     | 5      | –  | –  | –  | –  | –  | 7  |
| P  | +/− | Kierowca                  | Starty | Punkty | P1 | P2 | P3 | PP | NO | NS |